# Rüdigsdorf (Nordhausen)
Rüdigsdorf ist ein Stadtteil der Großen Kreisstadt Nordhausen in Thüringen.

## Geographische Lage

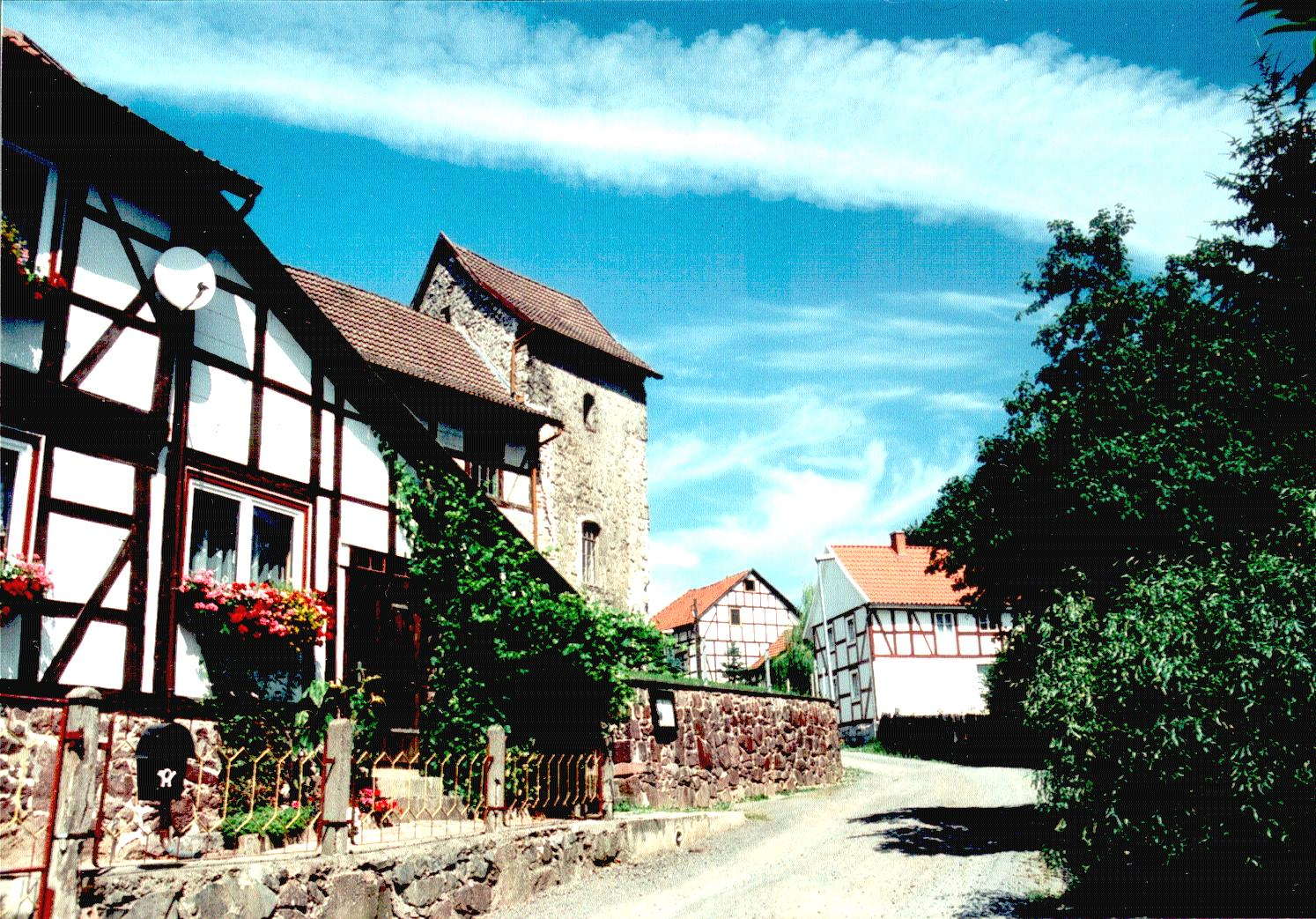
Ortskern von Rüdigsdorf

Rüdigsdorf liegt etwa 4,5 km nordnordöstlich des Nordhäuser Stadtzentrums in einer Quellmulde der Rüdigsdorfer Schweiz, einem Teil der Gipskarstlandschaft des Südharzes. Südliches Nachbardorf ist Petersdorf, im Norden liegt Harzungen, im Osten Buchholz. Der Weiler ist von Laubmischwäldern, Streuobstwiesen, Hecken, Grünland und Äckern umgeben.
Rüdigsdorf ist nur von Nordhausen-Krimderode über eine schmale Verbindungsstraße zu erreichen.

## Geschichte

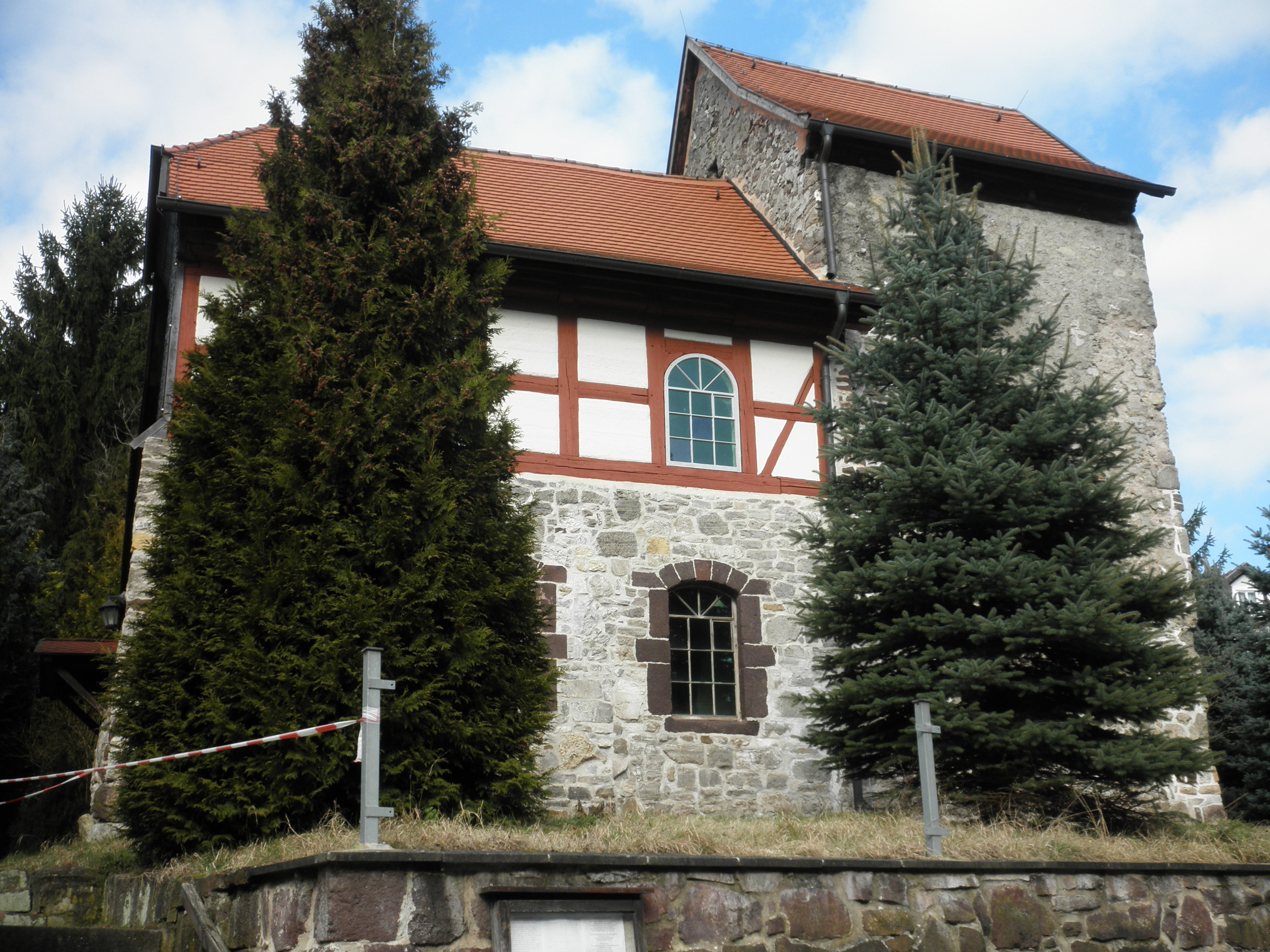
Kirche St. Jacobi in Rüdigsdorf

Der Weiler ist auf eine fränkische Gründung zurückzuführen. Rüdigsdorf wurde erstmals am 19. Dezember 1271 urkundlich erwähnt, danach 1334 und 1370. Die ältesten Namensformen lauten Rudigsdorf und Rudigestorf. Seine sieben Höfe gruppieren sich um die evangelische Dorfkirche St. Jacobi im Zentrum. Der nahe Giebichenhagen war ein alter germanischer Götzenwald; dort wurde dem Wodan geopfert.
Als Reichsdorf unterstand es bis 1436 nicht dem Gaugericht, sondern dem Gericht des Heiligen Reiches Stuhle in Nordhausen. Jedes Jahr zu Pfingsten hatten die Bewohner Steine zum Bau der Stadtmauer nach Nordhausen zu liefern. Der letzte Grenzstein zwischen Rüdigsdorf und Nordhausen hieß „Der arme Sünderstein“, weil an ihm die Verbrecher zwischen Stadt und Graf ausgetauscht wurden. 1806 hielten sich französische Truppen im Ort auf.
Nach der Auflösung der gräflichen Stolberg-Hohnsteinschen Kanzlei zu Neustadt gehörte Rüdigsdorf seit 1882 zum Kreis Ilfeld und seit 1932 zum Kreis Grafschaft Hohenstein. Am 23. März 1993 wurde Rüdigsdorf nach Nordhausen eingemeindet; Rüdigsdorf hat weder einen Ortschaftsrat noch einen Ortsteil-Bürgermeister.
Am südwestlichen Ortseingang kam es zu einer jüngeren Ortserweiterung.
Am 31. Dezember 2007 zählte der Ort 81 Einwohner.

## Kultur und Sehenswürdigkeiten

### Kirche St. Jacobi
Die St.-Jacobi-Kirche zeigt sich mit einem massiven Unterbau und einem Fachwerkteil mit Bretterdecke im oberen Bauabschnitt. Der ebenso massive Turm ragt an der Ostseite der Kirche über den Chor hinaus. Von den zwei Glocken ist eine mit einem Kreuz versehen.

### Pustefest

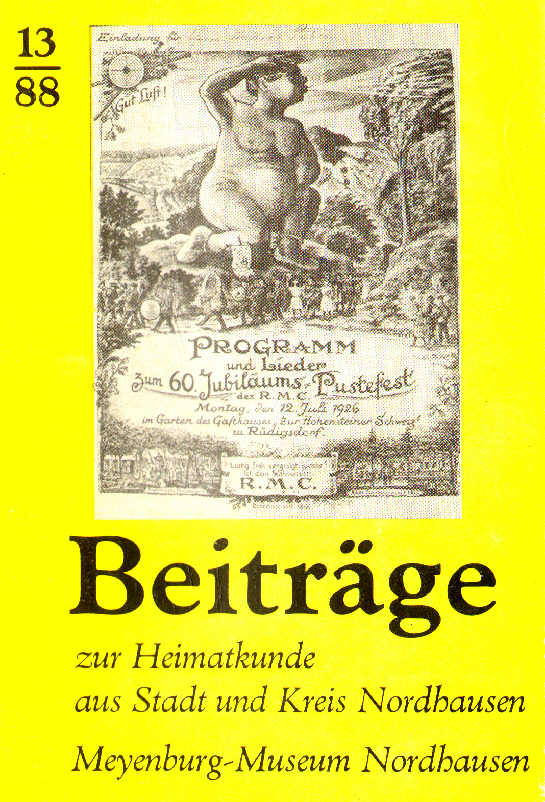
Werbung für das Rüdigsdorfer Pustefest (1926)

In Rüdigsdorf wird seit 1866 das Pustefest begangen. Dabei handelte es sich ursprünglich um eine nach selbstgesetzten Regeln durchgeführte „Sportveranstaltung“ Nordhäuser Handwerker und Kaufleute. Ziel ist es, den treffsichersten Blasrohrschützen zu ermitteln. In der Regel finden sich 40 bis 50 Teilnehmer nach einem Fußmarsch in Rüdigsdorf ein – die Einheimischen nahmen zunächst nicht teil. Der Schlachtruf beim Wettkampf lautet: Gut Luft!. Es gibt eine Vereinsfahne, sogar gedruckte Programmhefte und eine Reihe von Liedern, die beim Marsch zum Lokal und beim Wettkampf erklingen sollen. Mit den Wettkämpfen wird der Püstrich geehrt, eine dickbäuchige, eigenartige Metallfigur im Schlossmuseum Sondershausen.